# 邢之桂
邢之桂（？—1646年），字仙友，廣東潮州府揭阳县人，明朝政治人物，舉人出身。
為天啓元年辛酉科舉人，任臨江推官，平安福妖僧，後致仕歸鄉。死難劉公顯劫掠揭陽。